# 儒利烏·達曼特馬德
儒利烏·達曼特馬德（1934年12月20日—）是天主教印尼籍司鐸級樞機及雅加達總教區榮休總主教。

## 生平
達曼特馬德於1934年12月20日在印尼中爪哇马格朗的文池蘭出生。1951年，他在中爪哇省的聖伯多祿卡尼修斯小神學院接受教育。他於1957年進入耶穌會，1961年至1964年在印度浦那的De Nobili書院修讀哲學。及後他於1966年至1970年在印尼日惹聖依納爵學院修讀神學。他於1969年12月18日晉鐸，1978年至1981年期間任聖伯多祿卡尼修斯小神學院院長。他於1981年至1983年期間擔任耶穌會印尼教省省長。
他於1983年6月29日晉牧，並獲教宗若望·保祿二世任命為三寶壟總教區總主教。他於1996年1月11日改任為雅加達總教區總主教。他更在1988年至1997年及200年至2006年期間出任為印尼主教團主席。他於1986年7月21日至2006年1月2日期間兼任印度尼西亞軍中教長區教長。
他於1994年11月26日被任為司鐸級樞機。他於2003年2月22日榮休，依納爵·蘇哈約·哈爾佐阿特莫佐接任為馬普托總教區正權總主教。他曾參與2005年教宗選舉秘密會議，當時選出的是教宗本篤十六世；但他因健康原因而未能到羅馬參與2013年教宗選舉秘密會議，當時選出的是教宗方濟各。